# Saracens Football Club
O Saracens Football Club é um clube de Rugby de Watford, na Inglaterra, que atua na divisão principal do campeonato inglês de rugby, o Aviva Premiership. Fundado em 1876, manda seus jogos no estádio Allianz Park.

## Início e dificuldades
O clube foi criado pelo pessoal da Philological School, em 1876, e passou a jogar em Bramley Road, a partir de 1939. Nos anos 1970, teve bons resultados tal qual uma semi-final da Copa da Inglaterra, mas no ano 1980, teve uma queda de rendimento e não integrou a primeira divisão quando foi criado o campeonato inglês. Foi só em 1989 que o Saracens sagrou-se campeão da Segunda Divisão, e consequentemente chegou à elite. Na primeira temporada na primeira divisão, conseguiu um surpreendente quarto lugar. Depois de uma má campanha em 1992-93, o Saracens foi rebaixado, mas logo voltou à Premiership, em 1995.

## Restauração

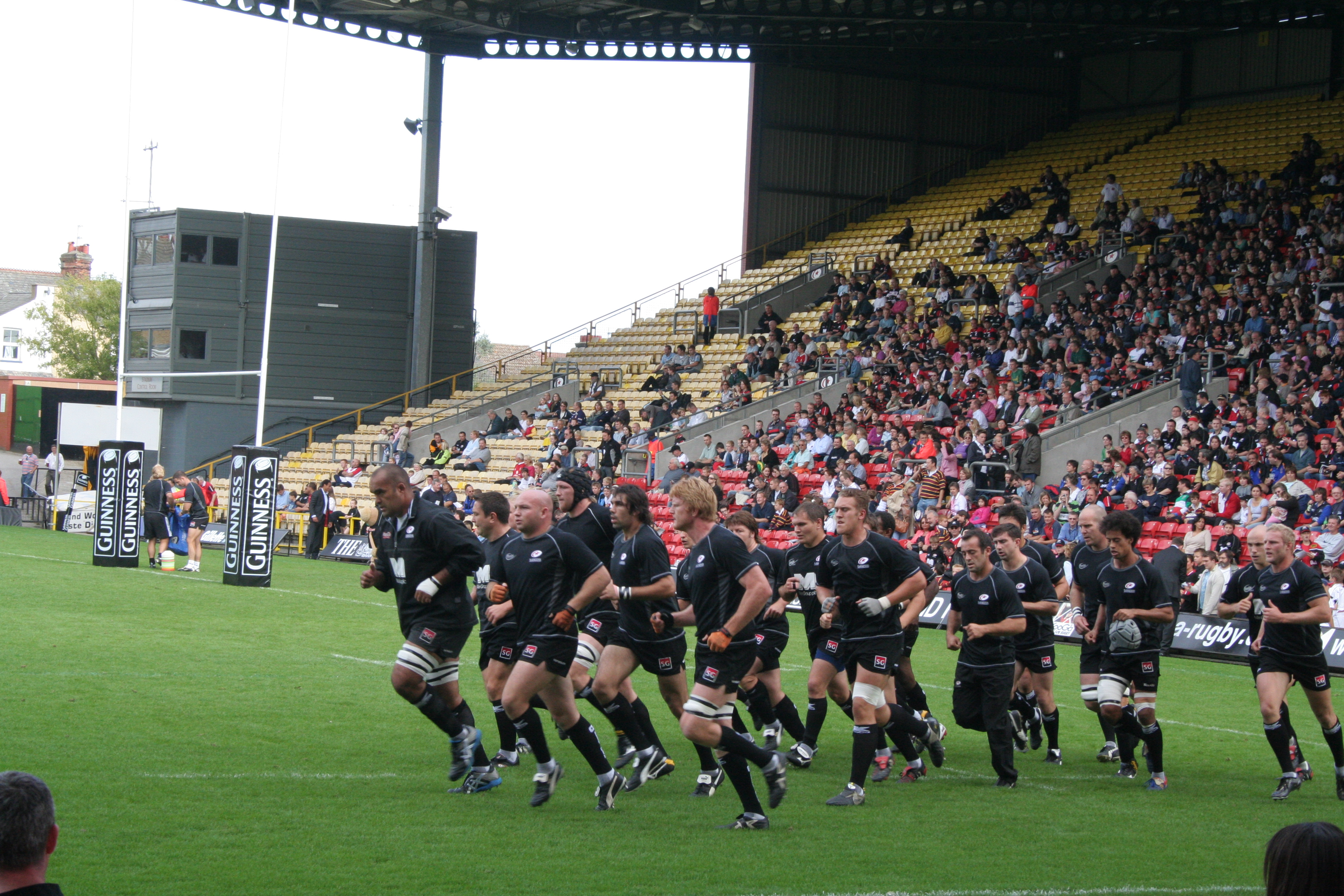

O milionário Nigel Wray comprou o Saracens F.C. em novembro de 1995 e passou a investir, trazendo grandes nomes do rugby internacional, tais como François Pienaar, Michael Lynagh, Philippe Sella e Kyran Bracken. Entretanto, a equipe terminou o torneio na sétima colocação. Em seguida, após mais algumas contratações, como Danny Grewcock, Roberto Grau e Gavin Johnson, conquistaram a Copa da Inglaterra e o vice-campeonato nacional. Em competições europeias, chegou às semi-finais da Heineken Cup, em 2008, e também às semi-finais da Challenge Cup em 2003, 2007 e 2009.
1. ↑  sizzlecreative. «Saracens - Transforming Lives» (em inglês). Consultado em 19 de abril de 2025
2. ↑  sizzlecreative. «Club History - Saracens» (em inglês). Consultado em 19 de abril de 2025